# تشخیص حرکت

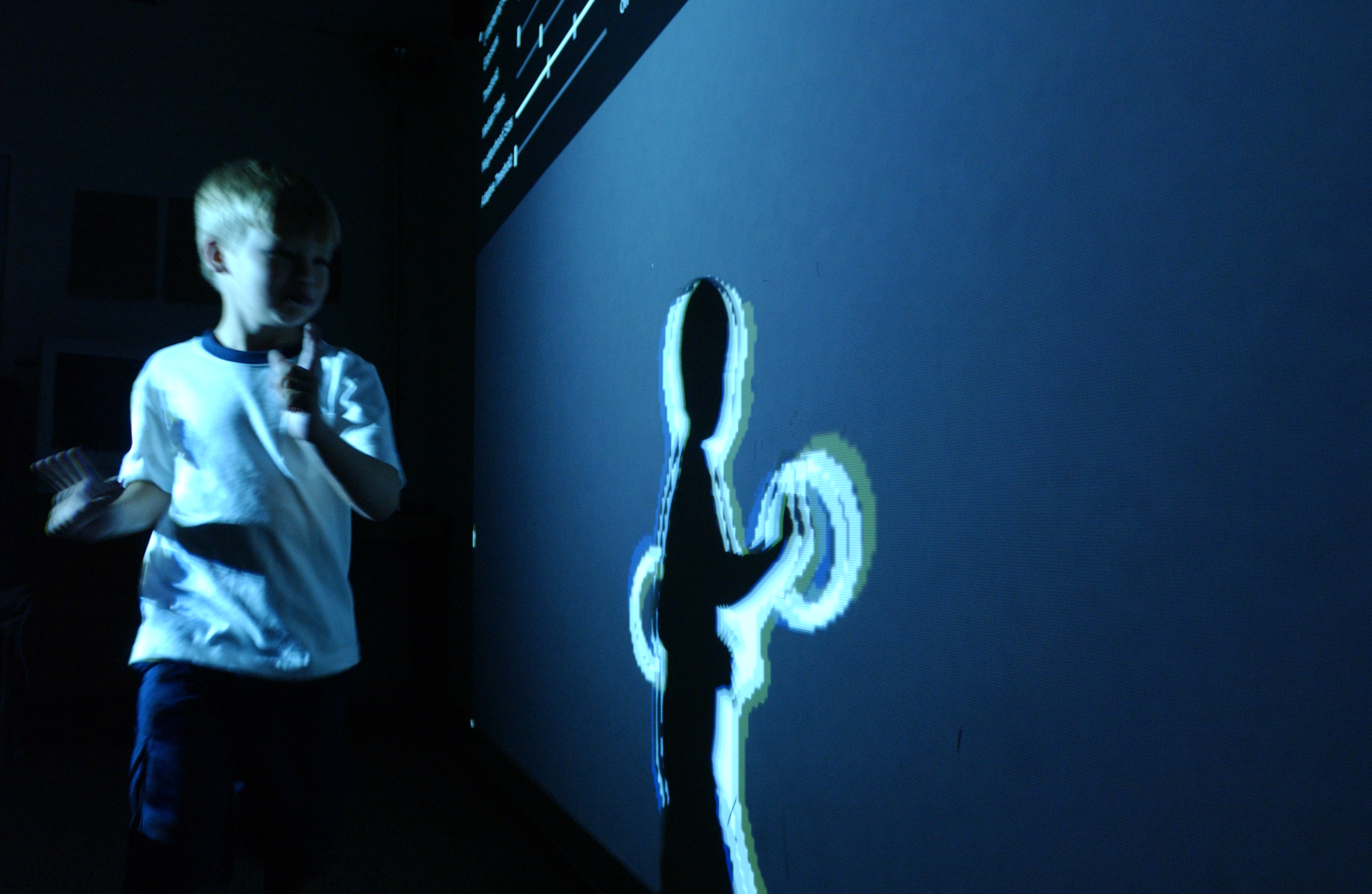
کودکی در حال حرکت و تشخیص حرکت و شناسایی موقعیت دست آن توسط یک الگوریتم ساده

تشخیص حرکت (به انگلیسی: Gesture recognition) مبحثی در علوم رایانه و تکنولوژی زبان است که هدف آن تفسیر حرکات انسان از طریق الگوریتم‌های ریاضی می‌باشد. منشأ حرکات می‌تواند به صورت جابجایی یا تغییر حالت هر عضو بدن باشد، اما معمولاً از دست یا صورت استفاده می‌شود. در حال حاضر تمرکز در این زمینه شامل تشخیص احساسات از طریق چهره و تشخیص حرکات دست می‌باشد. الگوریتم‌های بسیاری برای استفاده از دوربین و بینایی رایانه‌ای ساخته شده‌اند تا بتوانند زبان اشاره را تفسیر کنند. همچنین شناسایی و تشخیص طرز ایستادن یا نشستن، راه رفتن، همجواری و رفتار انسان نیز بخشی از تکنولوژی تشخیص حرکت است.
تشخیص حرکت می‌تواند به عنوان آغاز راهی برای درک زبان بدن انسان توسط کامپیوترها باشد. بدین ترتیب می‌تواند شروعی برای ایجاد یک ارتباط غنی‌تر بین ماشین و انسان باشد، که تاکنون از رابط کاربری متنی اولیه یا حتی واسط گرافیکی کاربر (GUI) استفاده شده و هنوز هم بیشتر محدود به ورودی‌های صفحه کلید و ماوس است.